# Mas d'en Llop
El Mas d'en Llop és un masia protegida com a bé cultural d'interès local del municipi de Figuerola del Camp (Alt Camp).

## Arquitectura
La masia està orientada al sud-oest, a l'acabament del bosc i dominant la plana de conreu. L'estructura complexa per afegits successius. Nucli de pedra amb teulada a dues vessants i dependències amb teulada a una vessant. La part noble, amb galeria porticada al primer pis, és més nova (de maó). Hi ha un nucli central de planta rectangular, format per planta baixa, pis i golfes. Coberta d'una vessant amb teules.
Tot el conjunt està envoltat per un mur de pedra, en part caigut. Fora del tancament hi ha restes d'un altre edifici, així com una cisterna. A la part posterior es troba un pou amb canalització d'aigua cap a un hortet, també posterior. El conjunt presenta poques i petites obertures de llum. L'interior està abandonat.

## Restes arqueològiques
Davant del mas s'han trobat restes arqueològiques en superfície del Paleolític superior i l'Epipaleolític (11000-5000 aC). Es tracta d'un conjunt en sílex format bàsicament per ascles curtes (laminetes) i gratadors sobre fulla (gratadors configurats en làmina). Les característiques morfotècniques del conjunt lític, de factura clarament laminar i especialment la presència de gratadors configurats en làmina permet emmarcar-lo cronològicament entre el Paleolític superior i l'Epipaleolític. Es desconeix el tipus d'assentament que originà el registre exhumat. La prospecció efectuada en la zona no ha permès documentar cap element d'indústria lítica ni material arqueològic que s'hi pogués associar. Probablement la inexistència de material o la impossibilitat de detectar-lo sigui deguda al fet que es tracta d'una àrea que s'ha vist afectada successivament per les diferents tasques agrícoles.